# Диаш душ Сантуш, Фернанду да Пьедаде
Фернанду да Пьедаде Диаш душ Сантуш (порт. Fernando da Piedade Dias dos Santos; род. 5 марта 1950, Луанда) — ангольский политик, вице-президент с 5 февраля 2010 по 26 сентября 2012 года. Ранее был министром внутренних дел (до 2002), премьер-министром (2002—2008) и председателем Национальной ассамблеи (2008—2010).
26 сентября 2012 года заменён на посту вице-президента Мануэлом Висенте, ранее председателем совета директоров нефтяной госкомпании Sonangol. На следующий день, 27 сентября 2012 года, вновь занял пост председателя Национальной ассамблеи. Занимал этот пост до 15 сентября 2022 года.

## Биография
Пьедаде двоюродный брат президента Жозе Эдуарду душ Сантуша. Его родители переехали в Анголу из Сан-Томе и Принсипи. В 2009 году получил степень бакалавра права в Университете Агостиньо Нето в Анголе.
В 1971 году Пьедаде присоединился к Народному движению за освобождение Анголы (МПЛА). После обретения Анголой независимости от Португалии в 1975 году он начал карьеру в Корпусе народной полиции Анголы, став в 1978 году начальником отдела. В 1981 году он перешёл в Министерство внутренних дел, став заместителем министра в 1984 году. В 1986—1991 годах — заместитель министра госбезопасности Кунди Пайхамы. В следующем году он был избран членом съезда МПЛА и получил звание полковника. Позже он стал членом Народного собрания, начав череду назначений на правительственные министерские посты. С 1994 года в течение пяти лет возглавил Службу информации SINFO — наследовавшую DISA и Министерству госбезопасности, предшествовавшую SINSE.
Будучи с 1999 года министром внутренних дел и генеральным комендантом полиции (ранее в середине 1980-х), Пьедаде был назначен премьер-министром в ноябре 2002 года и вступил в должность 6 декабря 2002 года. Ранее должность премьер-министра не была занята в течение трех лет.
Пьедаде был 14-м кандидатом в национальном списке МПЛА на парламентских выборах в сентябре 2008 года. На выборах МПЛА выиграло подавляющее большинство, и Пьедаде был избран в Национальное собрание.
После выборов 2008 года Политбюро МПЛА выбрало Пьедаде 26 сентября 2008 года в кандидаты председателя Национальной ассамблеи. Кроме того, Паулу Кассома сменил Пьедаде на посту премьер-министра. 30 сентября новоизбранные члены Национального собрания встретились и были приведены к присяге. По этому случаю Пьедаде был избран председателем Национальной ассамблеи, получив 211 голосов за, а 3 － против.
21 января 2010 года Национальная ассамблея утвердила новую конституцию, которая расширяла полномочия президента, ликвидировала должность премьер-министра и исключала проведение всенародных выборов на должность президента. Пьедаде назвал принятие Конституции Национальной ассамблеей «историческим моментом». Президент душ Сантуш назначил Пьедаде на восстановленную должность вице-президента Анголы 3 февраля 2010 года. Долгое время он был близким и влиятельным другом душ Сантуша, и его назначение на должность вице-президента увеличило вероятность того, что он станет возможным преемником душ Сантуша. Однако душ Сантуш уже был назначен кандидатом в президенты от МПЛА в 2012 году, что говорит о том, что он не собирается уходить в отставку.
Считалось, что в 2012 году президент Мануэл Висенте, возглавлявший государственную нефтяную компанию Sonangol, был выбран в качестве его вероятного преемника. Висенте был назначен вторым кандидатом в депутаты МПЛА, что делает его кандидатом от партии на пост вице-президента. После победы МПЛА на парламентских выборах 2012 года Висенте вступил в должность вице-президента 26 сентября 2012 года, сменив Пьедаде. Днем позже, 27 сентября 2012 года, Пьедаде был избран председателем Национальной ассамблеи. Находился на этом посту до 15 сентября 2022 года.